# بيديغول
بيديغول بيدوقول بلدة جبلية في جزيرة بالي بإندونيسيا , تقع في وسط جنوب الجزيرة بالقرب من بحيرة براتان في الطريق بين سينغاراجا ودينباسير، بيديغول تقع على مسافة 48 كيلومتر شمال مدينة دينباسار .
أهم موقع في بيديغول هو معبد المياه بورا أولان دانو براتان , و حديقة نباتات بيديغول.
البلدة تتمتع بطقس جبلي معتدل بسبب موقعها على ارتفاع نحو 1500 كيلومتر فوق سطح البحر .

## السياحة
تشتهر بيديغول بجمالها الطبيعي وتنوع معالمها، حيث تضم ثلاث بحيرات بركانية (تامبلينغان، وبرايتان، وبويان)، إلى جانب حدائق نباتية واسعة، ومعابد تاريخية مثل معبد أولون دانو برايتان الشهير العائم، وتوفر المنطقة أجواء هادئة، ودرجات حرارة معتدلة، مما يجعلها مثالية للراحة، والمشي في الطبيعة، وزيارة المزارع والقرى التقليدية.
تعد مزيجًا بين الطبيعة الخلابة والتراث البالي، وتجذب السياح الباحثين عن الهدوء بعيدًا عن صخب جنوب الجزيرة.

## وصلات خارجية
Bedugul - Wikivoyage